# فدراسیون کار آمریکا
فدراسیون کار آمریکا (A.F. of L.) یک فدراسیون ملی اتحادیه‌های کارگری در ایالات متحده بود که امروزه با نام AFL-CIO به فعالیت خود ادامه می‌دهد. این فدراسیون در سال ۱۸۸۶ در کلمبوس، اوهایو، توسط اتحادیه‌ای از اتحادیه‌های صنفی که مشتاق حمایت متقابل بودند و از کارگران برجسته که ناامید شده بودند، تأسیس شد. ساموئل گامپرز در اولین کنوانسیون به عنوان رئیس تمام وقت انتخاب شد و تا زمان مرگش در سال ۱۹۲۴، به جز یک سال در تمام سالهای دیگر، انتخاب می‌شد. او به سخنگوی اصلی جنبش اتحادیه کارگری تبدیل شد.

## تاریخچه سازمانی

### ریشه‌ها

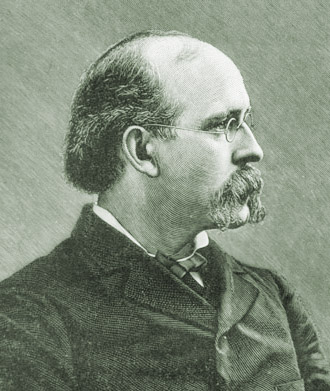
ترنس پودرلی، استاد بزرگ شوالیه‌های کارگری، که امتناع او از مذاکره با اتحادیه‌های صنفی منجر به تشکیل AFL شد.

فدراسیون کارگری آمریکا (AF of L.) در سال ۱۸۸۶ به عنوان انجمنی از اتحادیه‌های کارگری تشکیل شد. این سازمان از اختلاف با سازمان شوالیه‌های کارگری (K of L) پدید آمد، که در آن رهبری آن سازمان از اتحادیه‌های کارگری محلی مختلف درخواست کرد تا از سازمان‌های بین‌المللی خود خارج شوند و مستقیماً به K of L بپیوندند، اقدامی که می‌توانست بودجه را از اتحادیه‌های مختلف به K of L منتقل کند.
یکی از سازمان‌هایی که درگیر این جنجال شد، اتحادیه بین‌المللی تولیدکنندگان سیگار (CMIU) بود، گروهی که در معرض رقابت با یک اتحادیه دوگانه، یک رقیب به نام «اتحادیه تولیدکنندگان مترقی سیگار» بود که توسط اعضای تعلیق شده یا اخراج شده توسط CMIU سازماندهی شده بود. این دو اتحادیه سیگار در امضای قرارداد با تولیدکنندگان مختلف سیگار با یکدیگر رقابت می‌کردند، تولیدکنندگانی که در همان زمان خود را در انجمن‌های تولیدکنندگان خود در شهر نیویورک، دیترویت، سینسیناتی، شیکاگو و میلواکی ادغام کرده بودند.
در ژانویهٔ ۱۸۸۶، «انجمن تولیدکنندگان سیگارِ نیویورک» اعلام کرد که دستمزد کارگران کارخانه‌های سیگار در سراسر شهر را ۲۰ درصد کاهش خواهد داد. «اتحادیهٔ بین‌المللی کارگران سیگار» با این کاهش مخالفت کرد و در نتیجه، مالکان ۱۹ کارخانه، ۶۰۰۰ نفر از اعضای این اتحادیه را از کار بازداشتند. این اقدام به اعتصابی چهار هفته‌ای انجامید. در حالی که به نظر می‌رسید کارگران در آستانهٔ پیروزی هستند، «مجمع منطقه‌ای شوالیه‌های کار» در نیویورک وارد ماجرا شد و پیشنهاد داد با ۱۹ کارخانه بر سر نرخ مزدی پایین‌تر از آنچه اتحادیهٔ بین‌المللی کارگران سیگار پیشنهاد کرده بود، به توافق برسند؛ به شرط آنکه فقط «اتحادیهٔ پیشرو کارگران سیگار» به کار گمارده شود.
رهبری «اتحادیهٔ بین‌المللی کارگران سیگار» به‌شدت خشمگین شد و خواستار آن گردید که «مجمع منطقه‌ای شوالیه‌های کار» در نیویورک از سوی مسئولان ملی این سازمان مورد تحقیق و مجازات قرار گیرد. با این حال، کمیتهٔ تحقیق در اختیار افرادی بود که با مجمع منطقه‌ای نیویورک روابط دوستانه داشتند و در نتیجه، این مجمع تبرئه شد. بدین‌سان، «فدراسیون آمریکایی کار» در آغاز به‌عنوان ائتلافی از اتحادیه‌های صنفیِ مستقل از «شوالیه‌های کار» شکل گرفت تا از خود در برابر این‌گونه مداخلات و موارد مشابه دفاع کند.

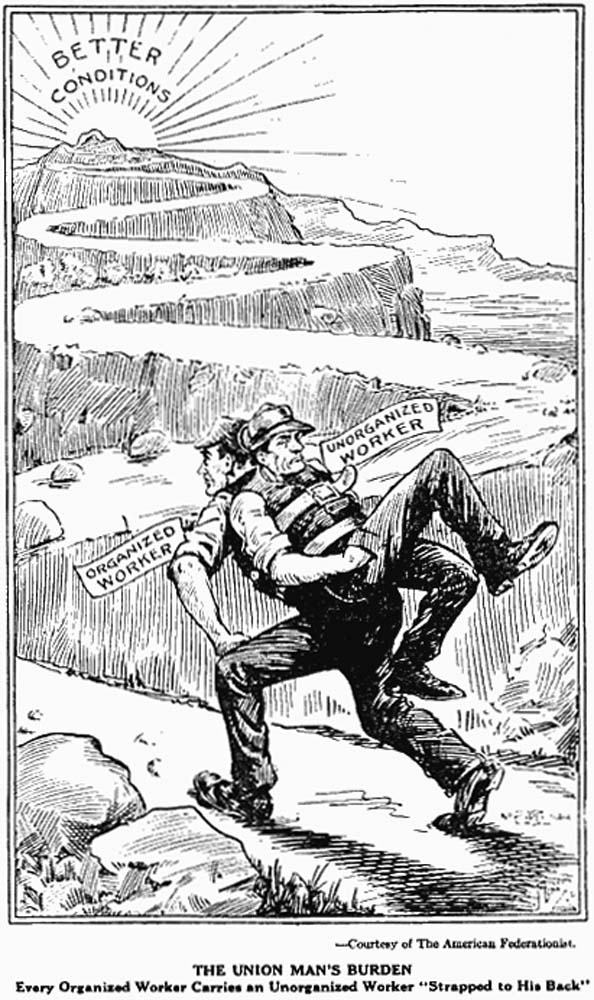
کارتونی از مجلهٔ «فدراسیونیست آمریکایی» محصول سال ۱۹۲۲. عنوان تصویر چنین است: بارِ مردِ اتحادیه؛ هر کارگرِ سازمان‌یافته، یک کارگرِ سازمان‌نیافته را «به پشت خود بسته» است.

## فدراسیون‌های ایالتی
- فدراسیون کارگری پنسیلوانیا
- فدراسیون کار ایالت تگزاس

## نقل قول‌ها
1. ↑  Foner, Phillip S. History of the Labor Movement in the United States: Volume 2: From the Founding of the AFL to the Emergence of American Imperialism. New York: International Publishers, 1955; pp. 132–133.
2. ↑  Foner, History of the Labor Movement in the United States: Volume 2, pg. 134.
3. ↑  Foner, History of the Labor Movement in the United States: Volume 2, pg. 134.
4. ↑  Foner, History of the Labor Movement in the United States: Volume 2, pg. 135.
5. ↑  Foner, History of the Labor Movement in the United States: Volume 2, pg. 135.
6. ↑  Foner, History of the Labor Movement in the United States: Volume 2, pp. 135–136.
7. ↑  Foner, History of the Labor Movement in the United States: Volume 2, pg. 136.

## کتابشناسی